# Svansteins församling
Svansteins församling var en församling i Luleå stift. Församlingen utgjorde norra delen av Övertorneå kommun i Norrbottens län. Församlingen uppgick 2006 i Övertorneå församling.
Församlingskoden var 251802.

## Historik
Kyrkan i Svanstein uppfördes 1865. Församlingen var först en del av Övertorneå församling. 1926 blev Svanstein eget kyrkobokföringsdistrikt och fick samtidigt sin första komminister. 1962 blev Svansteins kyrkobokföringsdistrikt en egen församling samt bildade också eget pastorat. Svansteins församling upplöstes den 1 januari 2006 då den införlivades i Övertorneå församling. Den 31 december 2004 hade församlingen 1 523 invånare, varav 820 män och 703 kvinnor. 
När Svansteins församling bildades hade den 3 167 invånare och omfattade en landareal av 879,00 kvadratkilometer.
De två församlingarna Övertorneå och Svanstein bildade 1 januari 1962 en kyrklig samfällighet, benämnd Övertorneå och Svansteins kyrkliga samfällighet. 1 januari 1992 utökades denna med Hietaniemi församling, och samfälligheten fick samtidigt namnet Övertorneå kyrkliga samfällighet.

### Pastorat
- 1 januari 1962 till 1 januari 2006: Eget pastorat.

## Befolkningsutveckling
| Befolkningsutvecklingen i Svansteins församling 1930–2000 | Befolkningsutvecklingen i Svansteins församling 1930–2000 | Befolkningsutvecklingen i Svansteins församling 1930–2000 | Befolkningsutvecklingen i Svansteins församling 1930–2000 | Befolkningsutvecklingen i Svansteins församling 1930–2000 |
| --- | --------------------------------------------------------- | --------------------------------------------------------- | --------------------------------------------------------- | --------------------------------------------------------- |
| |                                                           |                                                           |                                                           |                                                           |
| År |                                                           |                                                           | Folkmängd                                                 |                                                           |
| 1930 | 1930                                                      |                                                           | 2 156                                                     |                                                           |
| 1935 | 1935                                                      |                                                           | 2 413                                                     |                                                           |
| 1940 | 1940                                                      |                                                           | 2 795                                                     |                                                           |
| 1945 | 1945                                                      |                                                           | 3 071                                                     |                                                           |
| 1950 | 1950                                                      |                                                           | 3 329                                                     |                                                           |
| 1955 | 1955                                                      |                                                           | 3 385                                                     |                                                           |
| 1960 | 1960                                                      |                                                           | 3 177                                                     |                                                           |
| 1965 | 1965                                                      |                                                           | 2 960                                                     |                                                           |
| 1970 | 1970                                                      |                                                           | 2 386                                                     |                                                           |
| 1975 | 1975                                                      |                                                           | 2 001                                                     |                                                           |
| 1980 | 1980                                                      |                                                           | 1 827                                                     |                                                           |
| 1985 | 1985                                                      |                                                           | 1 866                                                     |                                                           |
| 1990 | 1990                                                      |                                                           | 1 865                                                     |                                                           |
| 1995 | 1995                                                      |                                                           | 1 825                                                     |                                                           |
| 2000 | 2000                                                      |                                                           | 1 623                                                     |                                                           |
| Anm: Befolkning den 31 december enligt den administrativa indelningen den 1 januari följande år. Siffrorna före 1962 avser Svansteins kyrkobokföringsdistrikt, som var del av Övertorneå församling. |                                                           |                                                           |                                                           |                                                           |

## Kyrkor
- Svansteins kyrka
- Juoksengi kyrka
- Pello församlingshem

## Series pastorum
- 1962–1970: Olof Bernhoff

### Komministrar i Svanstein
- 1920-1922: Victor Wikström; utnämnd 18 februari 1920 och tillträdde 1 maj 1920 - tillträdde 1 oktober 1922 som komminister i Muonionalusta församling.[10][11]
- 1923: Vakant.[12]
- 1924-1929: Carl Gustaf Forsström; utnämnd 23 december 1923 och tillträdde 1 januari 1924 - tillträdde 1 mars 1929 som kyrkoherde i Nedertorneå-Haparanda församling.[13][14]
- 1930-1933: Otto Torsten Nilsson; utnämnd 3 juli 1929 och tillträdde 1 mars 1930 - tillträdde 1 maj 1933 som förste komminister i Nederluleå församling.[15][16]
- 1933-1936: Carl-Emanuel Bäckström; utnämnd 17 maj 1933 och tillträdde 1 juni 1933.[17][18]
- 1936-1940: Gustaf Adolf Dahlbäck[19]
- 1941-1942: Vakant[20]
- 1942-1946: Karl Henrik Allergren[21]
- 1947: Vakant[22]

## Areal
Svansteins församling omfattade den 1 januari 1976 en areal av 899,0 kvadratkilometer, varav 879,0 kvadratkilometer land.

## Byar i församlingen
- Vid Torne älv:[källa behövs]
  - Vanhaniemi, Niskanpää, Juoksengi, Lampisenpää, Svanstein, Valkeakoski, Neistenkangas, Pello
- Vid sjöstränder:
  - Vyöni, Rantajärvi, Mettäjärvi, Rovakka, Syväjärvi, Aapua, Kulmunki, Pyhäjärvi, Penttäjä, Olkamangi